# Tutti santi me compreso
Tutti santi me compreso è un libro di Luciano De Crescenzo pubblicato dalla Mondadori nel 2011.
Nella prefazione del libro l'autore ironizza sul fatto d'aver scelto solo alcuni santi e che altri potrebbero offendersi ed ipotizza il fatto che anche lui potrebbe essere nominato santo, infatti, dice lo scrittore "Di certo avrò raccontato delle bugie ma sempre, lo giuro, a fin di bene".
L'autore dopo aver scherzato coi filosofi adesso scherza anche con i suoi santi preferiti illustrandone anche come scrive lui "Vita, morte e miracoli".